# Przełączka pod Małą Kończystą
Przełączka pod Małą Kończystą (słow. Štrbina pod Malou Končistou) – przełączka znajdująca się w Grani Kończystej w słowackiej części Tatr Wysokich. Oddziela ona Igły nad Drągiem na północy od Małej Kończystej na południu. Na siodło Przełączki pod Małą Kończystą nie wiodą żadne znakowane szlaki turystyczne, jest ona dostępna jedynie dla taterników.
Nazewnictwo Przełączki pod Małą Kończystą wywodzi się bezpośrednio od Małej Kończystej.

## Historia
Pierwsze wejścia turystyczne:
- Miklós Szontagh (junior), Zoltán Zsigmondy i Johann Franz (senior), 11 sierpnia 1905 r. – letnie,
- Ivan Gálfy, Juraj Richvalský i Ladislav Richvalský, nocą 13-14 kwietnia 1953 r. – zimowe.